# Daniel van Dijk
Daniel "Daan" van Dijk (La Haia, 10 de maig de 1907 - La Haia, 22 de novembre de 1986) va ser un ciclista neerlandès que es dedicà a la pista i que va prendre part en els Jocs Olímpics d'Amsterdam de 1928, en què guanyà la medalla d'or en la prova de tàndem, fent parella amb Bernard Leene.

## Palmarès
- 1925
  -  Campió dels Països Baixos de 50 km amateur
- 1928
  -  Medalla d'or als Jocs Olímpics d'Amsterdam en tàndem